# Un piccolo monastero in Toscana
Un piccolo monastero in Toscana è un documentario del 1988 diretto da Otar Iosseliani.
È stato girato a Castelnuovo dell'Abate, frazione del comune di Montalcino (Siena).